# Alun Michael
Alun Edward Michael (ur. 22 sierpnia 1943 w Anglesey) – walijski polityk, członek Labour Co-operative Party, pierwsza osoba sprawująca urząd pierwszego ministra Walii, minister w pierwszym rządzie Tony’ego Blaira.

## Życiorys
Jest synem Lesliego i Betty Michael. Wykształcenie odebrał w Colwyn Bay Grammar School oraz na uniwersytecie w Keele. W latach 1971–1987 zajmował się sprawami edukacji w swoim okręgu. Pracował również jako reporter South Wales Echo. W 1972 r. został sędzią pokoju. Szefował również Cardiff Juvenile Bench. W latach 1973–1989 zasiadał w radzie miasta Cardiff. W 1987 r. został wybrany do Izby Gmin w okręgu Cardiff South and Penarth.
Po zwycięstwie Partii Pracy w wyborach 1997 r. został ministrem stanu i zastępcą ministra spraw wewnętrznych w Home Office. Odpowiadał za przegłosowanie w Izbie Gmin Crime and Disorder Act w 1998 r. Pod koniec tego roku został ministrem ds. Walii. Był nim do 1999 r., kiedy to został pierwszym sekretarzem Walii. Nie cieszył się jednak poparciem w kraju i już w 2000 r. otrzymał od Walijskiego Zgromadzenia Narodowego wotum nieufności.
W 2001 r. Michael został ministrem stanu do spraw wsi i lokalnego środowiska w ministerstwie środowiska, żywności i spraw wsi. Odpowiadał tam m.in. za wprowadzenie zakazu polowania z psami. W 2004 r. zaakceptował utworzenie parku narodowego w New Forest. Po wyborach w 2005 r. Michael został przeniesiony na stanowisko ministra stanu ds. przemysłu i regionów w ministerstwie handlu i przemysłu. Stanowisko to utracił w maju 2006 r. i od tamtej pory zasiada w tylnych ławach parlamentu.
Michael jest znany jako zwolennik międzynarodowego uznania Somalilandu.
Od 1966 r. jest żonaty z Mary Sophią Crawley, z którą ma pięcioro dzieci.

## Publikacje
- Dragon on Our Doorstep: New Politics for a New Millennium in Wales, University of Wales, Aberystwyth, 2000, ISBN 0-9537829-0-5
- Labour in Action: Tough on Crime, Tough on the Causes of Crime – a Collection of Essays (redakcja), Fabian Society, 1997, ISBN 0-7163-3033-4
- Building the Future Together, Labour Party, 1997